# Julius Springer
Julius Springer (Berlín, 10 de mayo de 1817 - Berlín, 17 de abril de 1877) fue un editor alemán. 

## Biografía
En 1842, Springer fundó una librería en Berlín, en la calle Breite Strasse 20 (actualmente número 11). Julius Springer, primero, y más tarde con su hijo Ferdinand levantaron a partir de una pequeña empresa de apenas 4 empleados la segunda mayor editorial académica del mundo. 
De 1867 a 1873, Julius Springer fue presidente de la Asociación de libreros y editores de Alemania. De 1869 hasta su muerte, fue miembro del parlamento de la Ciudad Libre de Berlín. Además, fue uno de los pioneros en la legislación nacional e internacional del copyright intelectual. Un descendiente es el editor Axel Springer. 

#### Springer-Verlag
Julius Springer empezó editando pequeños textos. Más tarde fundó la editorial académica Springer Verlag.  El negocio de libro de Springer se convirtió posteriormente en Springer-Verlag y más adelante en Springer Science+Business Media, que es uno de los más grandes y más prominentes editores académicos del mundo.

## Reconocimientos

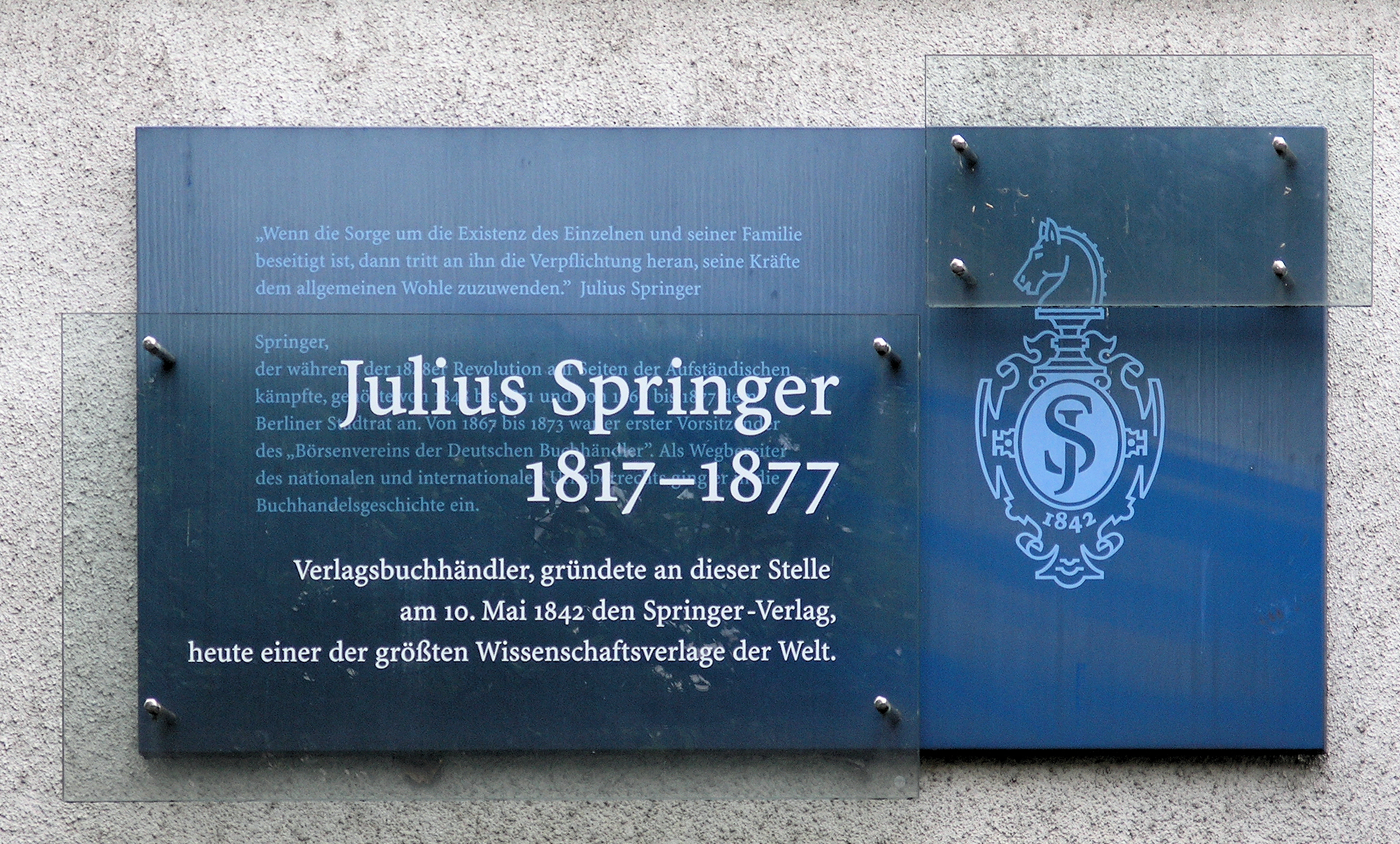
Placa en Breite Straße 11 de Berlín-Mitte.

El texto de la placa en Breite Straße 11 de Berlín-Mitte dice:
Julius Springer
1817 - 1877
Verlagsbuchhändler, gründete an dieser Stelle
am 10. Mai 1842 den Springer Verlag,
heute einer der größten Wissenschaftsverlage der Welt.
(Julius Springer, 1817–1877, editor, fundó aquí el 10 de mayo de 1842 Springer-Verlag, hoy uno de las casas editoriales científicas más grandes del mundo.)